# Juan Hohberg
Juan Eduardo Hohberg, auch als Juan Edgardo Hohberg geführt, (* 8. Oktober 1926 oder 8. Oktober 1927 in Alejo Ledesma, Córdoba, Argentinien; † 30. April 1996 in Lima, Peru) war ein argentinisch-uruguayischer Fußballspieler und -trainer. Er ist der Großvater des peruanischen Nationalspielers Alejandro Hohberg.

## Spielerkarriere

### Verein
Hohberg begann seine Karriere 1941 zunächst als Torwart bei Argentino de Rosario in seinem Geburtsland Argentinien. 1945 schloss er sich dem Club Atlético Central Córdoba an. Er kam sodann als Feldspieler und dort auf der Position des Stürmers zum Einsatz. 25 Spiele und 17 Tore sind für Hohberg bei diesem Verein in der argentinischen Segunda División verzeichnet. Im Folgejahr wechselte er zu Rosario Central, wo in den Spielzeiten 1946 bis 1948 insgesamt 17 Tore in 34 Erstligaeinsätzen für Hohberg erfasst sind. 1948 wechselte er ins Nachbarland Uruguay zum Spitzenklub Peñarol, für den er bis 1960 spielte. Dort erwarb er 1954 die uruguayische Staatsbürgerschaft. Hohberg war an insgesamt sieben Titelgewinnen der uruguayischen Landesmeisterschaft beteiligt (1949, 1951, 1953, 1954, 1958, 1959 und 1960) und konnte im letzten Jahr seiner Vereinszugehörigkeit mit seinen Mannschaftskameraden auch die seinerzeit noch als Copa Campeones de América bezeichnete Copa Libertadores dem Trophäenschrank des Vereins hinzufügen. Die daran anschließende erste Ausspielung des Weltpokales verlor man jedoch gegen Real Madrid. In den Jahren 1951 und 1953 war er mit jeweils 17 erzielten Treffern Torschützenkönig der Primera División. Zwischenzeitlich unternahm er 1958 den Versuch in Portugal für Sporting Lissabon zu spielen, was jedoch an der Ausländer-Quote im dortigen Wettbewerb scheiterte. Bei seiner Rückkehr aus Portugal war das von ihm genutzte Flugzeug, eine DC-6, in einen Flugunfall verwickelt, als es bei der Ilha Grande ins Meer stürzte. Hohberg verlor dabei zwar sein Hab und Gut, überlebte jedoch. 1960 wechselte er dann zum Lokalrivalen Racing, für den er sechs Partien absolvierte und drei Tore schoss. 1961 spielte er noch bei Cúcuta Deportivo. Dort traf er 19-mal in 37 Ligabegegnungen. Auch eine zeitlich nicht näher präzisierte Station bei Atlético Nacional in Medellín wird für ihn angeführt.

### Nationalmannschaft
Hohberg absolvierte von seinem Debüt am 10. April 1954 bis zu seinem letzten Einsatz am 2. Mai 1959 acht Länderspiele für Uruguay. Dabei traf er dreimal ins gegnerische Tor. Er nahm an der Weltmeisterschaft 1954 teil. Im Halbfinalspiel gegen die Favoriten aus Ungarn schoss Hohberg zwei Tore und zwang die Ungarn in die Verlängerung. In dieser gelang den Ungarn noch zwei Tore zum 4:2-Endstand.

## Trainerlaufbahn
Am 8. Juni 1969 debütierte er beim 2:1-Sieg im Freundschaftsspiel gegen die Auswahl Englands als Nationaltrainer Uruguays. Die Celeste betreute er fortan in den vier bis Ende August jenes Jahres ausgetragenen WM-Qualifikationsspielen. Sodann saß er bei der Weltmeisterschaft 1970 ebenso wie mindestens ab Februar 1977 im Rahmen der WM-Qualifikation für das Turnier 1978 als Trainer auf der Bank der uruguayischen Celeste. Allerdings war er dort nach einem Unentschieden gegen Venezuela und einer Niederlage gegen Bolivien bereits im März 1977 durch Raúl Bentancor ersetzt worden.
1971 zeichnete er nach dem Mitte der Spielzeit erfolgten Rücktritt Roque Máspolis für die Mannschaft Peñarols verantwortlich, wobei er anstelle des zunächst als Nachfolger gehandelten, seinerzeit bei Estudiantes de La Plata erfolgreichen Osvaldo Zubeldía den Vorzug erhielt. Er wurde bei den Aurinegros allerdings bereits Anfang 1972 von Ondino Viera abgelöst. 1974 betreute er Universitario de Deportes und gewann die peruanische Meisterschaft. Diesen Erfolg konnte er in den Jahren 1977 und 1978 mit Alianza Lima wiederholen. Zudem trainierte er in den Jahren 1981 und 1982 die Ecuadorianische Fußballnationalmannschaft.

## Erfolge

### Als Spieler
- 1 × Copa Campeones de América: 1960
- 7 × Uruguayischer Meister: 1949, 1951, 1953, 1954, 1958, 1959, 1960
- 1 × Copa Montevideo: 1954
- 2 × Torschützenkönig der Primera División in Uruguay: 1951 (17), 1953 (17)

### Als Trainer
- 3 × Peruanischer Meister: 1974, 1977, 1978